# 楊之屏
楊之屏（1909年—1968年），是民國第一批公費留日學生，在日本明治大學冶金科畢業，學成返國獲時任大總統的黎元洪接見，不久就任東北生產局副局長。
抗日戰爭爆發，楊氏協助政府將東北重工業物資運往南方，由於其中有許多重工業先進設備，當局不希望被日軍截獲，乃派遣一連軍隊護送，撤退時卡車隊伍延綿數里頗為壯觀，途中多次遭遇敵軍，楊之屏本人且遭日軍抓捕並予刑求毆打。
身為東北藉國大代表的楊之屏因痛恨陳誠將軍丟失東北，故在南京第一屆國民大會時發起「殺陳誠以謝國人」而得罪國民党當道。1949年中國大陸易幟，楊之屏不願隨國民党政府遷台，於是帶著家人遷往香港，既避了國民党又躲了共產党。
楊之屏在香港洪水橋鄉間買了一塊地作為農場，養雞養魚之外還种植了許多果樹，過著儉樸的農家生活。1956年(民國四十五年)由於在台灣的一些東北藉國大代表聯名向蔣介石擔保，並邀請他赴台參與國民大會，於是終於得以去到台灣，見到了許多好友和部屬。
楊之屏育有六男六女，隨他赴港遷台者計三男三女。分別為惜時、愛時、在時和新昆、新川、新瑜。楊之屏在台灣一直定居於士林，政途上並不得志。於1968年(民國五十七年)因心肌梗塞逝於榮總。